# Friedhof II (Gotha)

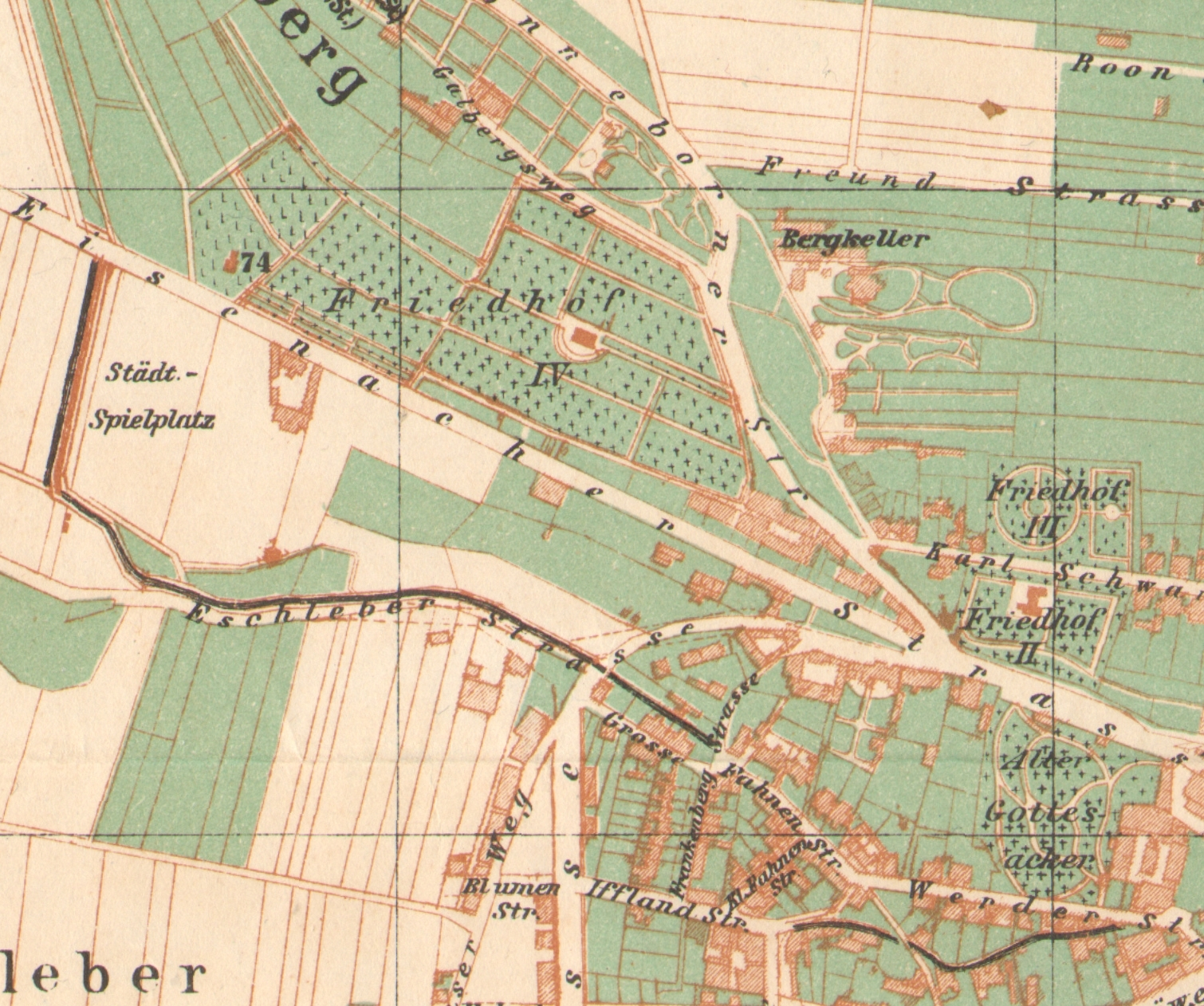
Auszug aus dem amtlichen Gothaer Stadtplan von 1905. Friedhof II ist am rechten Bildrand in der Mitte erkennbar.

Der Friedhof II, auch Mittlerer Gottesacker genannt, war einer der alten Friedhöfe der Stadt Gotha in Thüringen.

## Geschichte

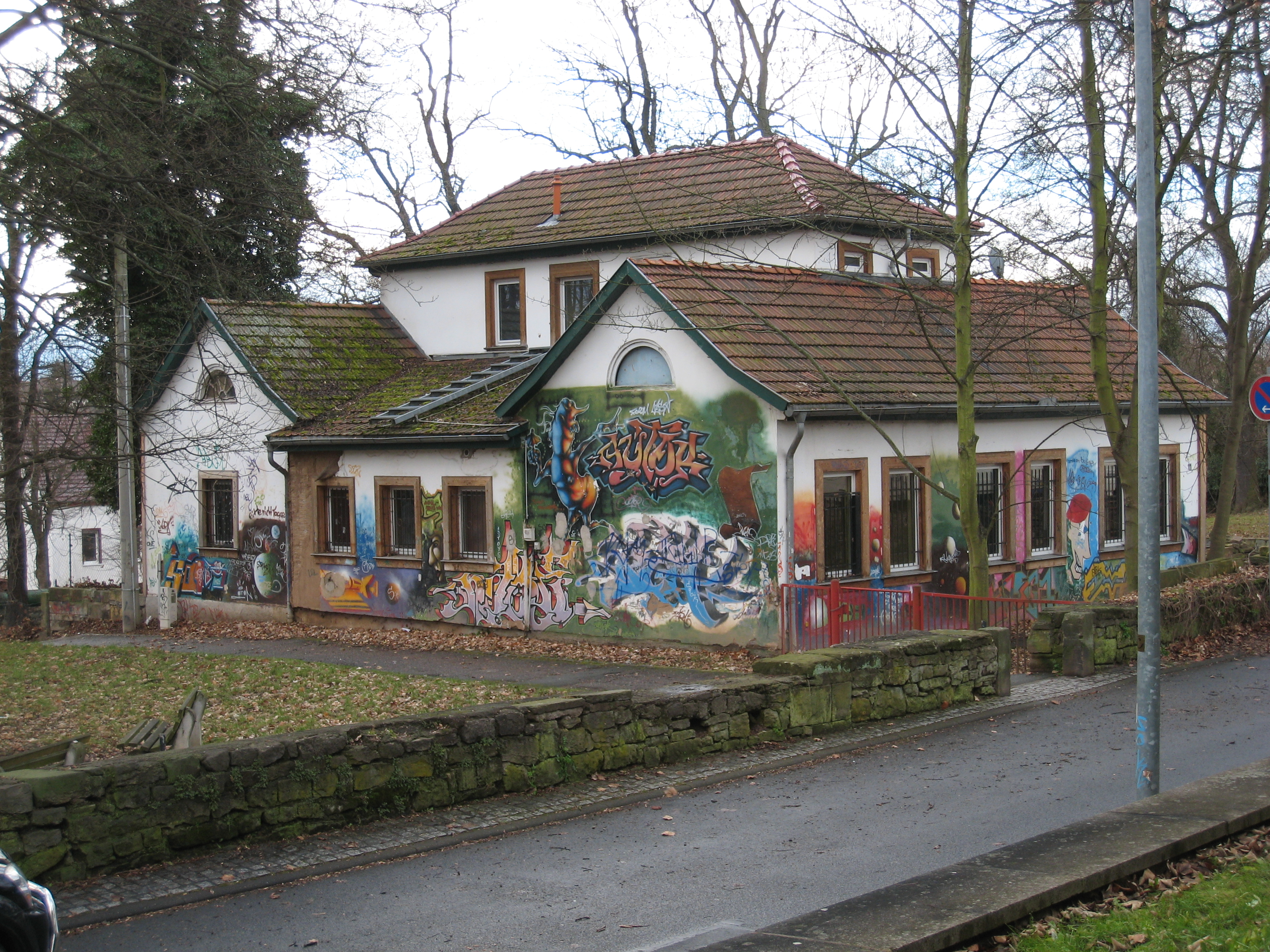
Die ehemalige Leichenhalle des Friedhofes von 1813 (Zustand 2016)

Da nach über 200 Jahren der Alter Gottesacker genannte Friedhof I kaum noch Platz für neue Grabstätten bot, wurde 1757 direkt nördlich davon Friedhof II eingerichtet. Begrenzt wurde dieser von Eisenacher Straße, Sonneborner Straße und Friedhofsstraße (seit 1893 Karl-Schwarz-Straße).
Der erste hier bestattete Leichnam war ein preußischer Rittmeister, der bei einem Gefecht auf dem Gothaer Flurteil Schlichte am 19. September 1757 von einem österreichischen Panduren erschossen worden war. Der neue Friedhof wurde von den Bürgern jedoch lange nicht recht angenommen. So bestatteten vor allem die alteingesessenen Gothaer Familien ihre verstorbenen Mitglieder nach wie vor auf den alten Familiengrabstätten und in den bestehenden Gruftgewölben des Friedhofs I, der erst 1874 geschlossen wurde. 1831 wurde auf dem Gelände ein Leichenhaus mit Wohnung für einen Kastellan errichtet. Per Stadtratsbeschluss vom 28. April 1883 wurde Friedhof II aus Rücksichten der Gesundheitspolizei für Beerdigungen geschlossen.
Im Jahre 1933 wurden auf dem Friedhof noch 109 Grabstätten gezählt, wobei in vielen Fällen in einer Grabstätte mehrere Familienmitglieder ruhten. 80 der damals noch erhaltenen Grabmale standen entlang der Friedhofsmauern.
Im November 1968 wurde mit der Beräumung des Friedhofes durch den VEB Grünanlagen und Friedhofswesen begonnen. Lediglich 16 kulturhistorisch und für die Stadtgeschichte bedeutende Grabdenkmale, unter anderem von Arnoldi und Ekhof, wurden geborgen und auf den Hauptfriedhof versetzt. Im Laufe des Jahres 1969 wurden sämtliche Grabdenkmale komplett abgeräumt. Erhalten blieben lediglich die aus Bruchsteinen bestehende Umfassungsmauer und die aus dem 18. Jahrhundert stammende Leichenhalle. Diese wurde umgebaut und beherbergte von 1970 bis 1990 den städtischen Kindergarten „8. März“, danach den evangelischen Kindergarten (1990 bis 1993), die erste Evangelische Grundschule (September 1993 bis August 1995) sowie den vom Diakoniewerk betriebenen Jugendclub „New E-Haus“ (1996 bis 2012). Seither steht das Gebäude leer.
Am 21. Mai 1993 wurde anlässlich des 215. Geburtstages von Ernst Wilhelm Arnoldi dessen Grabstein als einziges Grabdenkmal im östlichen Teil des parkähnlichen ehemaligen Friedhofsgeländes wieder aufgestellt, indes nicht am originalen Standort, sondern etwa zehn Meter davon entfernt. Seither ehren die Schüler der nahen Arnoldischule den Namensgeber ihrer Einrichtung an seinem Geburtstag mit der Niederlegung von Blumen an seinem Grabstein.
2014 wurde die westliche Hälfte der Friedhofsmauer inklusive der Torpfeiler zurückgebaut und nach Sanierung der Steine neu aufgebaut, 2016 folgte die östliche Hälfte inklusive des Pestpförtchens.

## Gräber bedeutender Persönlichkeiten

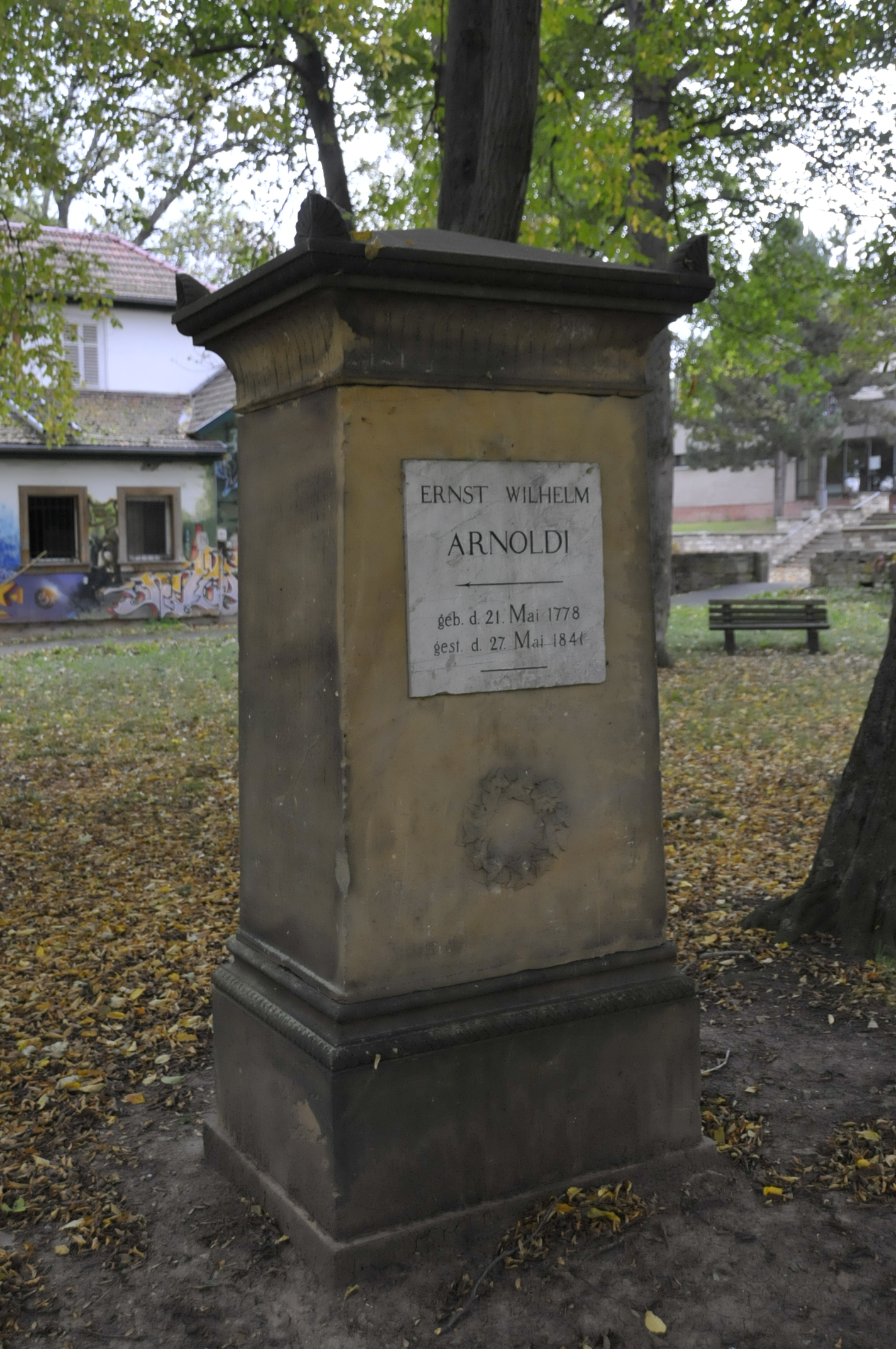
Arnoldi-Grabstein, im Hintergrund die einstige Aussegnungskapelle

Unter anderem fanden hier ihre letzte Ruhestätte:
- Conrad Ekhof (1720–1778), Schauspieler, „Vater der deutschen Schauspielkunst“
- Johann Gottfried Geißler (1726–1800), Rektor des Gymnasiums Illustre und der Fürstenschule Pforta
- Rudolph Zacharias Becker (1752–1822), Patriot, Schriftsteller und Verleger
- Samuel Élisée von Bridel-Brideri (1761–1828), Bryologe, Bibliothekar und Dichter
- Georg Engelhard (1778–1830), Besitzer der Engelhard-Reyherschen Hofbuchdruckerei
- Adam Weishaupt (1748–1830), Gründer des Illuminatenordens
- Ernst Friedrich von Schlotheim (1764–1832), Gothaischer Staatsbeamter, Begründer der wissenschaftlichen Paläobotanik
- Anton von Carlowitz (1785–1840), Staatsminister des Herzogtums Sachsen-Coburg und Gotha
- Ernst Wilhelm Arnoldi (1778–1841), Unternehmer, Begründer der ersten Feuerversicherungsbank sowie der ersten Lebensversicherungsbank Deutschlands
- Friedrich Christoph Perthes (1772–1843), Buchhändler und Verleger, Mitbegründer des Börsenvereins deutscher Buchhändler
- Carl Christian Friedrich Glenck (1779–1845), Unternehmer
- Friedrich August Ukert (1780–1851), Philologe und Historiker
- Valentin Christian Friedrich Rost (1790–1862), Geheimer Oberschulrat, Philologe und Direktor der Gothaer Lebensversicherungsbank
- Ernst Behm (1830–1884), Geograph

## Das Pestpförtchen

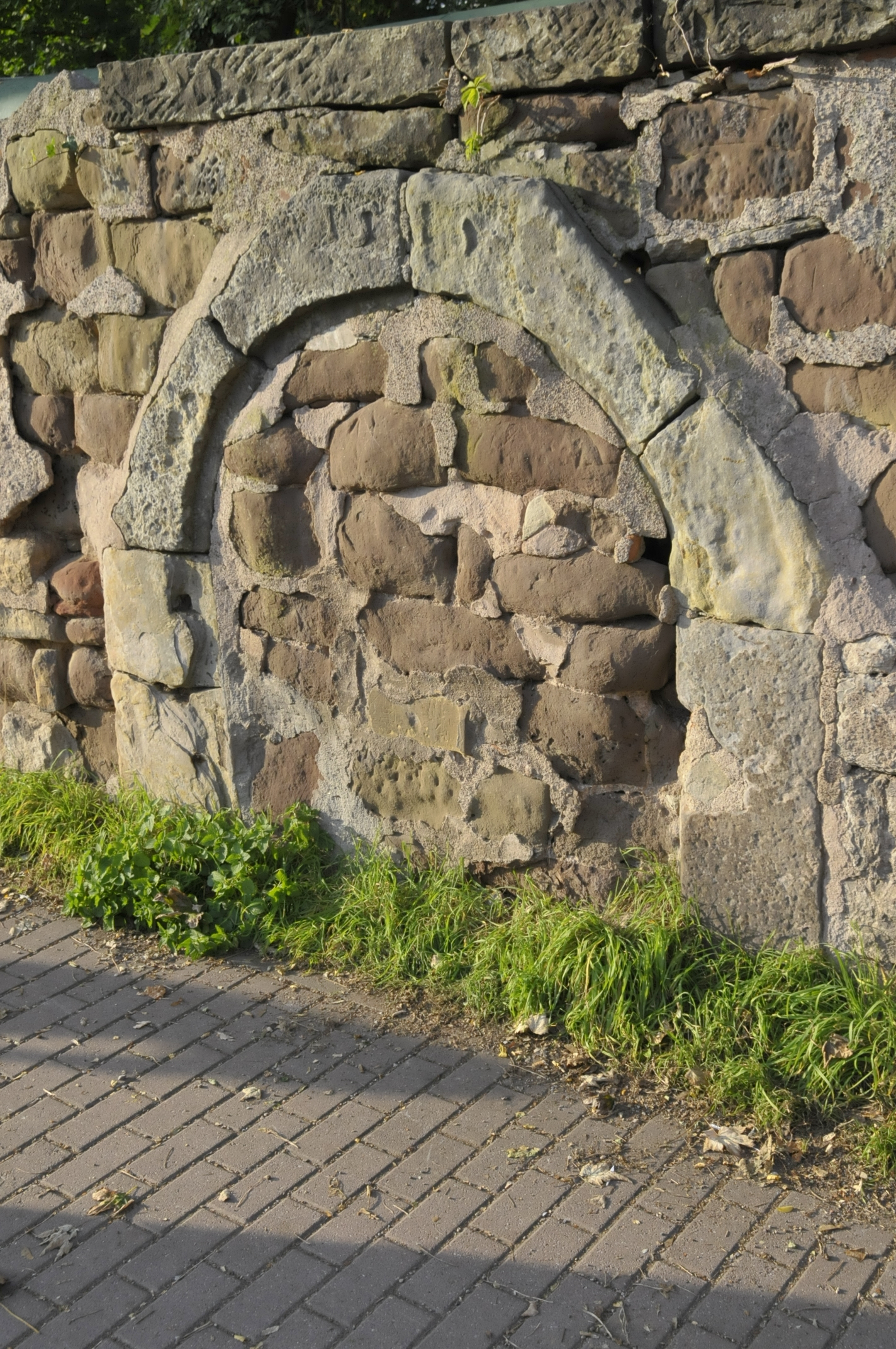
Das „Pestpförtchen“ vor der Sanierung 2016

Interessant ist die im Volksmund Pestpförtchen genannte kleine, vermauerte Pforte links vom Friedhofseingang an der Eisenacher Straße. Sie soll ursprünglich vom Alten Gottesacker stammen und trägt im Scheitel des Bogens die inzwischen stark verwitterte Jahreszahl 1554. Der Sage vom Pestpförtchen nach wurden durch sie die Toten einer seinerzeit wütenden Pestepidemie auf den Friedhof I getragen. Nachdem der Durchgang auf den Rat eines Wandermönches hin vermauert worden war, endete abrupt auch das Wüten der Pest. Der Sage nach darf die Pforte nicht geöffnet werden, damit die Pest nie wieder nach Gotha zurückkehrt. Im Glauben daran soll die Pforte bei der Abtragung der Mauern des Alten Gottesackers in die Umfassungsmauer des Friedhofes II versetzt worden sein.
Beim kompletten Rückbau der Friedhofsmauer für eine Steinsanierung wurde im Herbst 2016 zunächst auch das Pestpförtchen abgetragen. Nach Sanierung der beiden Torpfosten und des vierteiligen Bogens wurden die Einzelteile an derselben Stelle wieder aufgebaut und erneut mit Steinen verschlossen.